# Aciagrion azureum
Aciagrion azureum är en trollsländeart som beskrevs av Fraser 1922. Aciagrion azureum ingår i släktet Aciagrion och familjen dammflicksländor. IUCN kategoriserar arten globalt som livskraftig. Inga underarter finns listade i Catalogue of Life.